# Avignon (municipalité régionale de comté)
Pour les articles homonymes, voir Avignon (homonymie).
 Avignon est une MRC du Québec située dans la Gaspésie–Îles-de-la-Madeleine. Elle a été constituée le 18 mars 1981. Elle fait partie de La Baie-des-Chaleurs.

## Géographie

### Entités territoriales
La MRC est constituée de onze municipalités locales et de deux territoires non organisés. Son territoire inclut aussi deux réserves indiennes qui n'en font pas juridiquement partie.
| Nom                        | Statut                  | Population 2021 | Superficie (km2) | Densité (h/km2) | Ref. |
| -------------------------- | ----------------------- | --------------- | ---------------- | --------------- | ---- |
| Carleton-sur-Mer           | Ville                   | 4 081           | 244,3            | 16,7            |      |
| Escuminac                  | Municipalité            | 575             | 107,5            | 5,35            |      |
| Gesgapegiag                | Réserve indienne        | 637             | 2,21             | 288,24          |      |
| L'Ascension-de-Patapédia   | Municipalité            | 148             | 96,9             | 1,53            |      |
| Listuguj                   | Réserve indienne        | 1 514           | 4 344            | 0,35            |      |
| Maria                      | Municipalité            | 2 760           | 94,6             | 29,18           |      |
| Matapédia                  | Municipalité            | 566             | 70,36            | 8,04            |      |
| Nouvelle                   | Municipalité            | 1 782           | 234,6            | 7,6             |      |
| Pointe-à-la-Croix          | Municipalité            | 1 344           | 416,9            | 3,22            |      |
| Ristigouche-Sud-Est        | Municipalité            | 170             | 53,3             | 3,19            |      |
| Rivière-Nouvelle           | Territoire non organisé | 0               | 1 087,6          | 0               |      |
| Ruisseau-Ferguson          | Territoire non organisé | 0               | 672,8            | 0               |      |
| Saint-Alexis-de-Matapédia  | Municipalité            | 519             | 85,4             | 6,08            |      |
| Saint-André-de-Restigouche | Municipalité            | 154             | 143,9            | 1,07            |      |
| Saint-François-d'Assise    | Municipalité            | 679             | 178,8            | 3,8             |      |
| Total                      | Total                   | 13 415          | 3 487,51         | 3,85            |      |

## Démographie

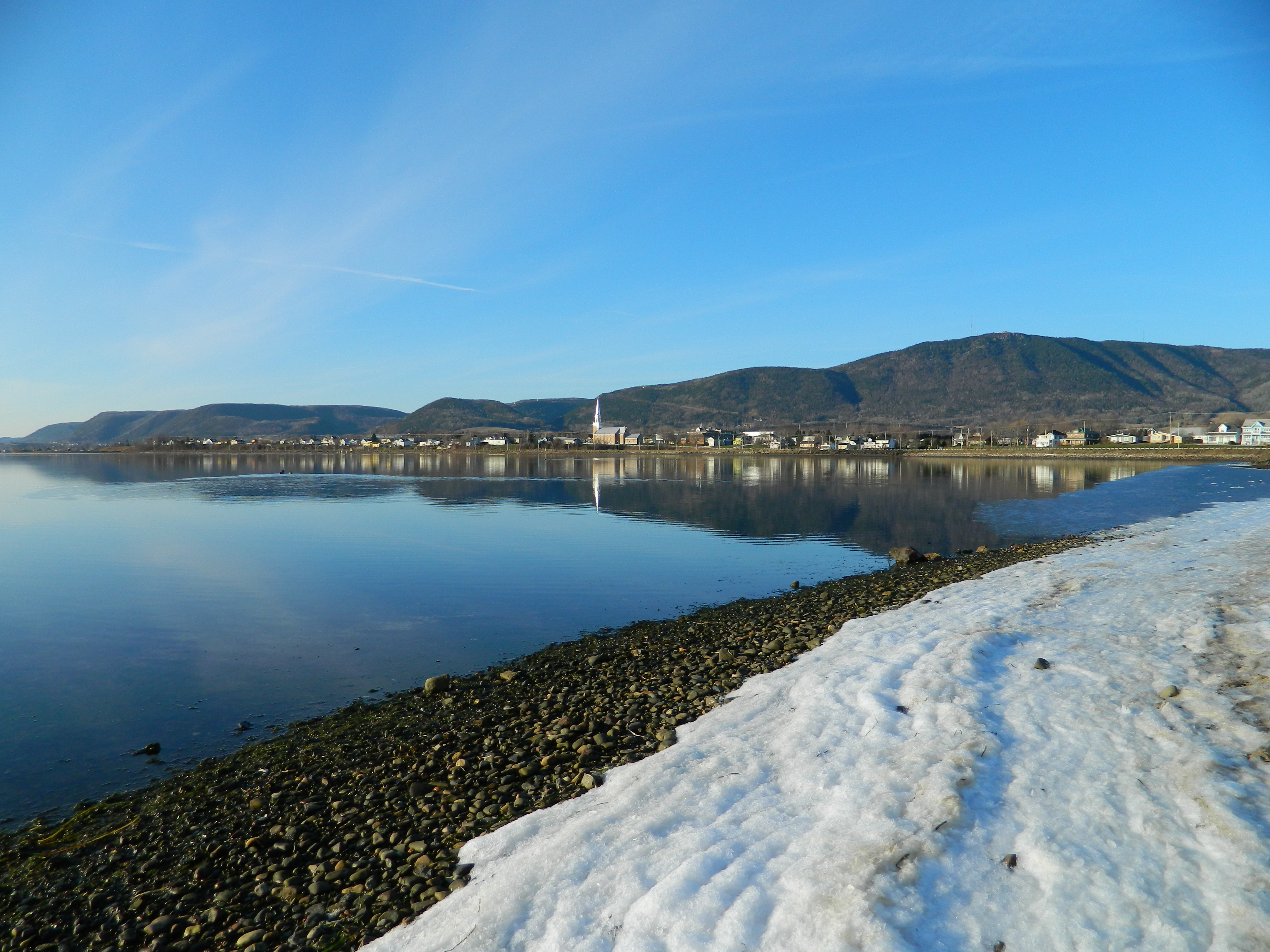
Carleton-sur-Mer

| 1991   | 1996   | 2001   | 2006   | 2011   | 2016   | 2021   |
| ------ | ------ | ------ | ------ | ------ | ------ | ------ |
| 15 494 | 15 898 | 15 268 | 14 643 | 15 246 | 14 461 | 13 415 |